# Raków Mały
Raków Mały – dawna wieś, od 1977 w granicach miasta Piotrków Trybunalski. Leży w północnej części miasta, wzdłuż zachodniej sekcji ulicy Scaleniowej.

## Historia
Raków Mały to dawniej samodzielna miejscowość, od 1867 w gminie Uszczyn w powiecie piotrkowskim w guberni piotrkowskiej. Od 1919 w woj. łódzkim. Tam 19 października 1933 utworzono gromadę o nazwie Raków w gminie Uszczyn, składającej się z wsi Raków Duży, wsi Raków Mały, wsi Raków-Wygwizdów i leśniczówki Raków.
Podczas II wojny światowej miejscowość włączono do Generalnego Gubernatorstwa (dystrykt radomski, powiat Petrikau), nadal w gminie Uszczyn. W 1943 roku liczba mieszkańców Dorfgemeinde Raków wynosiła 456.
Po wojnie ponownie w województwie łódzkim i powiecie piotrkowskim, nadal jako składowa gromady Raków, jednej z 13 gromad gminy Uszczyn. 21 września 1953 gminę Uszczyn przemianowano na Poniatów. W związku z reorganizacją administracji wiejskiej jesienią 1954, miejscowość weszła w skład nowej gromady Raków, a po jej zniesieniu 31 grudnia 1959 – do gromady Poniatów.
Od 1 stycznia 1973 w nowo utworzonej gminie Piotrków Trybunalski w powiecie piotrkowskim, jako część sołectwa Raków (Duży). W latach 1975–1977 miejscowość należała administracyjnie do województwa piotrkowskiego.
1 lutego 1977 gminę Piotrków Trybunalski zniesiono, a Raków Mały włączono do Piotrkowa Trybunalskiego.